# Arthur Pole (1531–1570)
Arthur Pole de Lordington, Sussex (1531 – entre enero y el 12 de agosto de 1570) fue un conspirador inglés.

## Vida
Era el primogénito y heredero de Constance Packenham y Sir Geoffrey Pole, quien tenía ciertos derechos sobre el trono de Inglaterra como nieto del príncipe Jorge de York, duque de Clarence. Se crio en Lordington, con Gentian Hervet de Orléans como su tutor.  Tras la ejecución de su tío, Lord Montagu, y su abuela, Lady Margaret Pole, condesa de Salisbury, Arthur fue prisionero cierto tiempo.  Tras su liberación, antes de 1552, el sirvió a John Dudley, duque de Northumberland.
La familia Pole recuperó parte de su influencia en el gobierno de la católica María, pero su esperanza murió junto a su reina. Arthur, que no había tenido beneficios en tiempos de dicha soberana, solicio un puesto en la corte de Isabel I, el cual se le denegó en 1561.  Él fue prisionero por celebrar una misa ese mismo año. En 1562, fue considerado uno de los potenciales herederos al trono. Pole trató de persuadir a Francia y España para reclamar los derechos dinásticos de su familia. Tras saber que la casa de Guisa no le apoyaría, Arthur pidió el ducado de Clarence a cambio de apoyar los derechos al trono de María Estuardo. En octubre de 1562 o 1563, él y sus hermanos, Edmund y Geoffrey, fueron apresados en la Torre de Londres por conspirar para colocarse a sí mismos o a María Estuardo en el trono. El 26  de febrero de 1563, fue culpado de traición y encerrado hasta su muerte en 1570.

## Matrimonio
Entre el 15 de septiembre de 1562 y el 27 de enero de 1563, se casó con Mary Holland, quien murió antes del 16 de noviembre de 1570, hija de Sir Richard Holland de Denton, Lancashire,y su esposa Eleanor Harbottle. La pareja no tuvo descendencia.